# Microneurographie

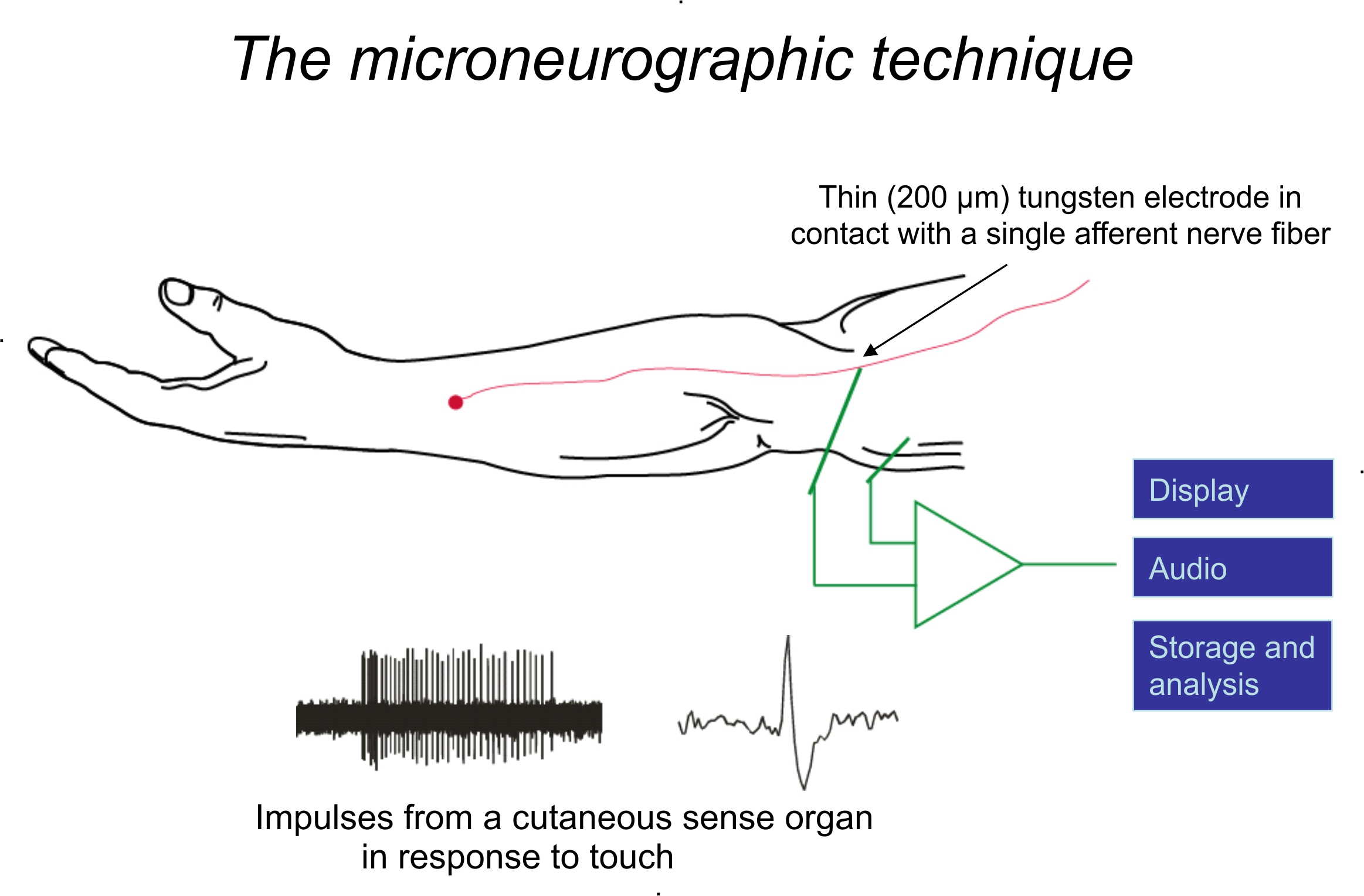
Illustration schématique du dispositif expérimental pour l'enregistrement des impulsions nerveuses d'un afférent tactile dans la peau poilue d'un bras humain. Une série d'impulsions unitaires en réponse à un stimulus tactile est représentée, ainsi qu'une des impulsions sur une échelle de temps élargie pour démontrer la forme de l'impulsion.

La microneurographie est une technique d'enregistrement électrophysiologique à l'aide de micro-électrodes métalliques insérées à l'intérieur des fascicules nerveux.

## Champ d'applications
La microneurographie est utilisée pour étudier et comprendre la neurophysiologie des fibres nerveuses (aussi bien afférentes qu'efférentes) du système nerveux périphérique. Les études réalisées chez l'homme offrent sur les études animales l'avantage de la description précise des sensations éprouvées par  le sujet examiné ce qui a permis une amélioration considérable de la compréhension des champs de réception des mécanorécepteurs.
L'enregistrement étant réalisé dans les fascicules nerveux, les potentiels recueillis reflètent exactement l'activité des fibres afférentes sensitives ou des fibres efférentes motrices. En d'autres termes la fréquence de décharge des afférences sensitives est celle produite par la stimulation des récepteurs, qu'ils soient musculaires, tendineux ou cutanés. Il en va de même des signaux efférents destinées aux muscles squelettiques ou aux muscles lisses. Ceci est différent de l'enregistrement dans la moelle épinière ou le cortex où les signaux ont déjà subi un traitement et un filtrage.

## Conséquences physiques
De manière surprenante la microneurographie semble n'avoir que très peu d'effets délétères sur les sujets examinés. Les études animales ont montré que des micro-lésions axonales se produisent, mais celles-ci ne se traduisent chez l'homme par aucune perte de fonction durable. Des symptômes comme des sensations anormales, des douleurs musculaires profondes ou une diminution de la sensibilité peuvent s'observer après, mais non durant l'étude ce qui permet de supposer qu'ils sont consécutifs à l'œdème intraneural et non aux dégâts axonaux. Ils disparaissent en deux semaines dans 95 % des cas.